# Eleutherodactylus andrewsi
Eleutherodactylus andrewsi é uma espécie de anfíbio  da família Eleutherodactylidae.
É endémica da Jamaica.
Os seus habitats naturais são: florestas subtropicais ou tropicais húmidas de baixa altitude e regiões subtropicais ou tropicais húmidas de alta altitude.
Está ameaçada por perda de habitat.